# قائمة سفراء المغرب لدى المملكة المتحدة
سفير المغرب لدى المملكة المتحدة هو أعلى ممثل دبلوماسي للمملكة المغربية في المملكة المتحدة. منذ 1588م إلى 2009 انتدب المغرب 45 سفيرا لدى الدولة البريطانية في إطار العلاقات المغربية البريطانية. القائمة التالية هي لسفراء المغرب لدى المملكة المتحدة.

## قائد البعثة
| #  | السفير                                                | الصفة | تاريخ الإعتماد | الملك المغربي       | الملك البريطاني              |
| -- | ----------------------------------------------------- | ----- | -------------- | ------------------- | ---------------------------- |
| 1  | الرايس أحمد بلقاسم                                    | سفير  | 1588           | أحمد المنصور الذهبي | إليزابيث الأولى              |
| 2  | القايد أحمد بن عادل                                   | سفير  | 1595           | أحمد المنصور الذهبي | إليزابيث الأولى              |
| 3  | عبد الواحد بن مسعود                                   | سفير  | 1600           | أحمد المنصور الذهبي | إليزابيث الأولى              |
| 4  | محمد بنسعيد (لوبيث دي ثابار)                          | مبعوث | 1627           | سيدي محمد العياشي*  | تشارلز الأول                 |
| 4  | أحمد نارفايز                                          | مبعوث | 1627           | سيدي محمد العياشي*  | تشارلز الأول                 |
| 5  | الباشا أحمد بن عبد الله                               | مبعوث | 1628           | عبد الملك الثاني    | تشارلز الأول                 |
| 6  | محمد كلافيشو                                          | مبعوث | 1629           | سيدي محمد العياشي*  | تشارلز الأول                 |
| 7  | جودار بن عبد الله                                     | سفير  | 1637           | محمد الشيخ الصغير   | تشارلز الأول                 |
| 8  | القايد محمد بن عسكر                                   | سفير  | 1638           | محمد الشيخ الصغير   | تشارلز الأول                 |
| 9  | روبرت بلايك                                           | مبعوث | 1639           | محمد الشيخ الصغير   | تشارلز الأول                 |
| 10 | عبد الكريم النقسيس                                    | مبعوث | 1657           | محمد الحاج الدلائي* | تشارلز الثاني                |
| 11 | محمد بن حدو                                           | سفير  | 1681           | إسماعيل             | تشارلز الثاني                |
| 12 | عبد الله بن عائشة                                     | سفير  | 1685           | إسماعيل             | تشارلز الثاني                |
| 13 | حايم طوليدانو                                         | سفير  | 1691           | إسماعيل             | ويليام الثالث & ماري الثانية |
| 14 | محمد كارديناس                                         | مبعوث | 1700           | إسماعيل             | ويليام الثالث                |
| 14 | Haj Ali Saban                                         | مبعوث | 1700           | إسماعيل             | ويليام الثالث                |
| 15 | جوزيف دياس                                            | سفير  | 1700           | إسماعيل             | آن                           |
| 16 | Ahmed ben Ahmed Cardenas                              | سفيرr | 1706           | إسماعيل             | آن                           |
| 17 | Bentura de Zarl                                       | مبعوث | 1710           | إسماعيل             | آن                           |
| 18 | عبد القادر بيريز                                      | سفير  | 1723           | إسماعيل             | جورج الأول                   |
| 19 | محمد بن علي أبغالي                                    | سفير  | 1725           | إسماعيل             | جورج الأول                   |
| 20 | عبد القادر بيريز                                      | سفير  | 1737           | محمد الثاني         | جورج الثاني                  |
| 21 | عبد القادر اعديل                                      | سفير  | 1762           | محمد الثالث         | جورج الثالث                  |
| 22 | Admiral el-Arbi ben Abdellah ben Abu Yahya al-Mestiri | سفير  | 1766           | محمد الثالث         | جورج الثالث                  |
| 23 | جاكوب بن يدر                                          | سفير  | 1772           | محمد الثالث         | جورج الثالث                  |
| 24 | الطاهر فنيش                                           | سفير  | 1773           | محمد الثالث         | جورج الثالث                  |
| 25 | Mas'ud de la Mar                                      | مبعوث | 1781           | محمد الثالث         | جورج الرابع                  |
| 26 | ميِّر بن مقنين                                          | سفير  | 1827           | عبد الرحمن          | جورج الرابع                  |
| 27 | الأمين سعيد بن عبد الله الشامي                        | سفير  | 1860           | محمد الرابع         | فيكتوريا                     |
| 28 | الحاج محمد الزبيدي                                    | سفير  | 1876           | الحسن الأول         | فيكتوريا                     |
| 29 | محمد بن عبد الله بن عبد الكريم الصفار                 | سفير  | 1880           | الحسن الأول         | فيكتوريا                     |
| 30 | الأمير مولاي محمد                                     | سفير  | 1897           | عبد العزيز          | فيكتوريا                     |
| 31 | المهدي المنبهي                                        | سفير  | 1901           | عبد العزيز          | إدوارد السابع                |
| 32 | عبد الرحمن بن عبد الصادق الريفي                       | سفير  | 1902           | عبد العزيز          | إدوارد السابع                |
| 33 | الطاهر بن الأمين                                      | سفير  | 1909           | عبد الحفيظ          | إدوارد السابع                |
| 34 | مولاي الحسن بن المهدي                                 | سفير  | 1957           | محمد الخامس         | إليزابيث الثانية             |
| 35 | للا عائشة                                             | سفير  | 1965           | الحسن الثاني        | إليزابيث الثانية             |
| 36 | محمد الغزاوي                                          | سفير  | 1969           | الحسن الثاني        | إليزابيث الثانية             |
| 37 | التهامي الوزاني التوهامي                              | سفير  | 1971           | الحسن الثاني        | إليزابيث الثانية             |
| 38 | عبد الله الشرفي                                       | سفير  | 1973           | الحسن الثاني        | إليزابيث الثانية             |
| 39 | بدر الدين السنوسي                                     | سفير  | 1976           | الحسن الثاني        | إليزابيث الثانية             |
| 40 | عبد اللطيف الفيلالي                                   | سفير  | 1980           | الحسن الثاني        | إليزابيث الثانية             |
| 41 | مهدي بن عبد الجليل                                    | سفير  | 1981           | الحسن الثاني        | إليزابيث الثانية             |
| 42 | عبد السلام زنيند                                      | سفير  | 1987           | الحسن الثاني        | إليزابيث الثانية             |
| 43 | خالد الحداوي                                          | سفير  | 1991           | الحسن الثاني        | إليزابيث الثانية             |
| 44 | محمد بلماحي                                           | سفير  | 1999           | محمد السادس         | إليزابيث الثانية             |
| 45 | جمالة العلوي                                          | سفير  | 2009           | محمد السادس         | إليزابيث الثانية             |
| 46 | عبد السلام أبو درار                                   | سفير  | 2016           | محمد السادس         | إليزابيث الثانية             |

مصدر: 

*: زعماء جمهورية أبي رقراق

## مجموعة الصور

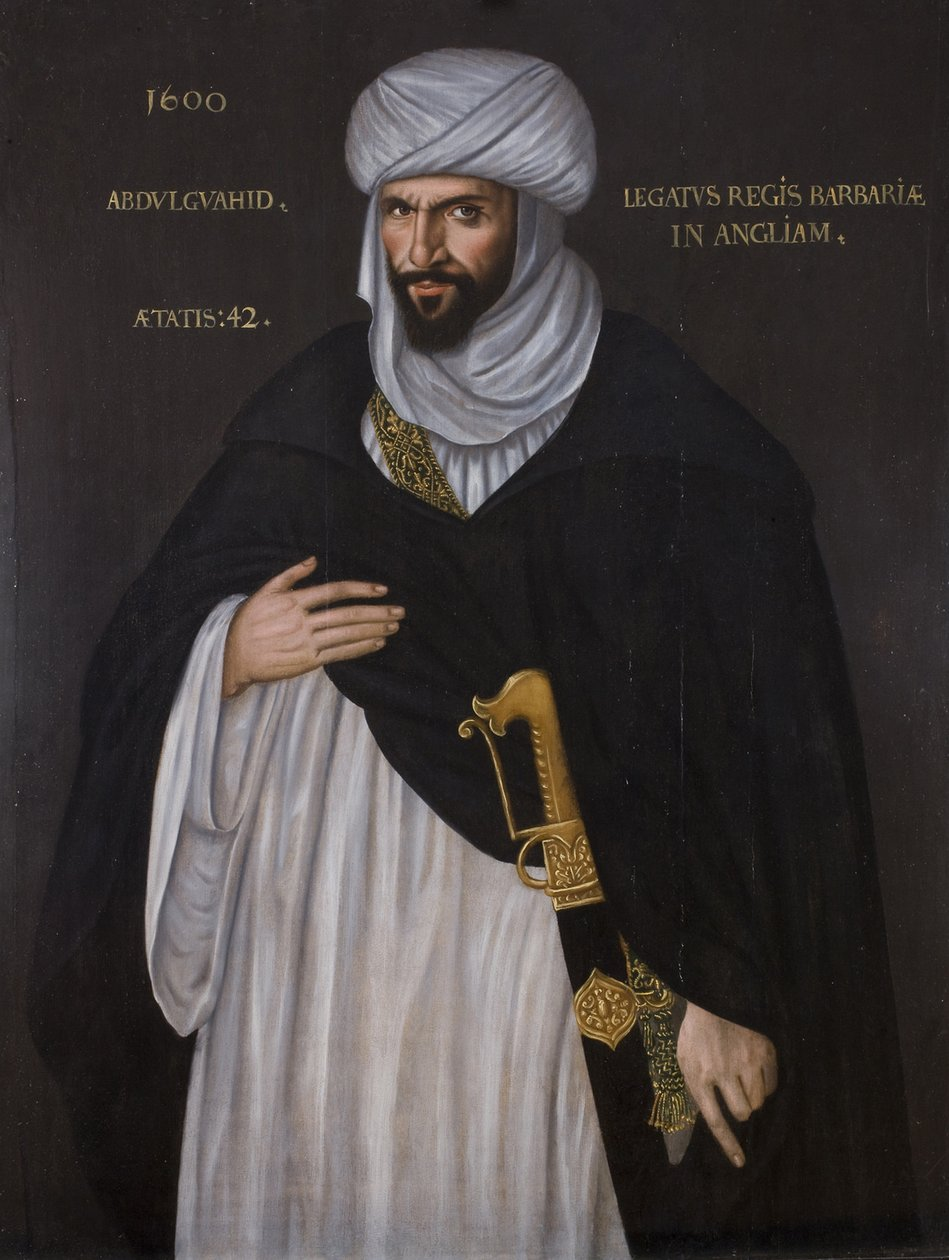
عبد الواحد بن مسعود كان مصدر إلهام لوليم شكسبير خلال كتابته لشخصية عطيل.
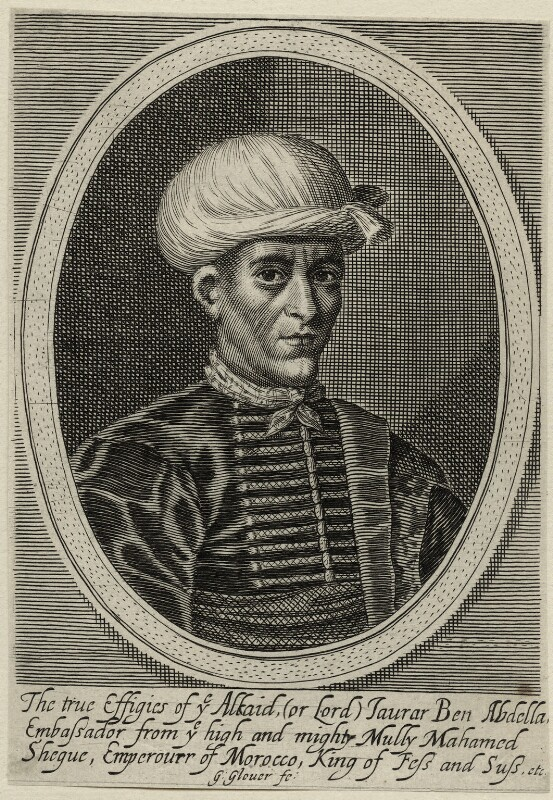
السفير جودار بن عبد الله، 1637.
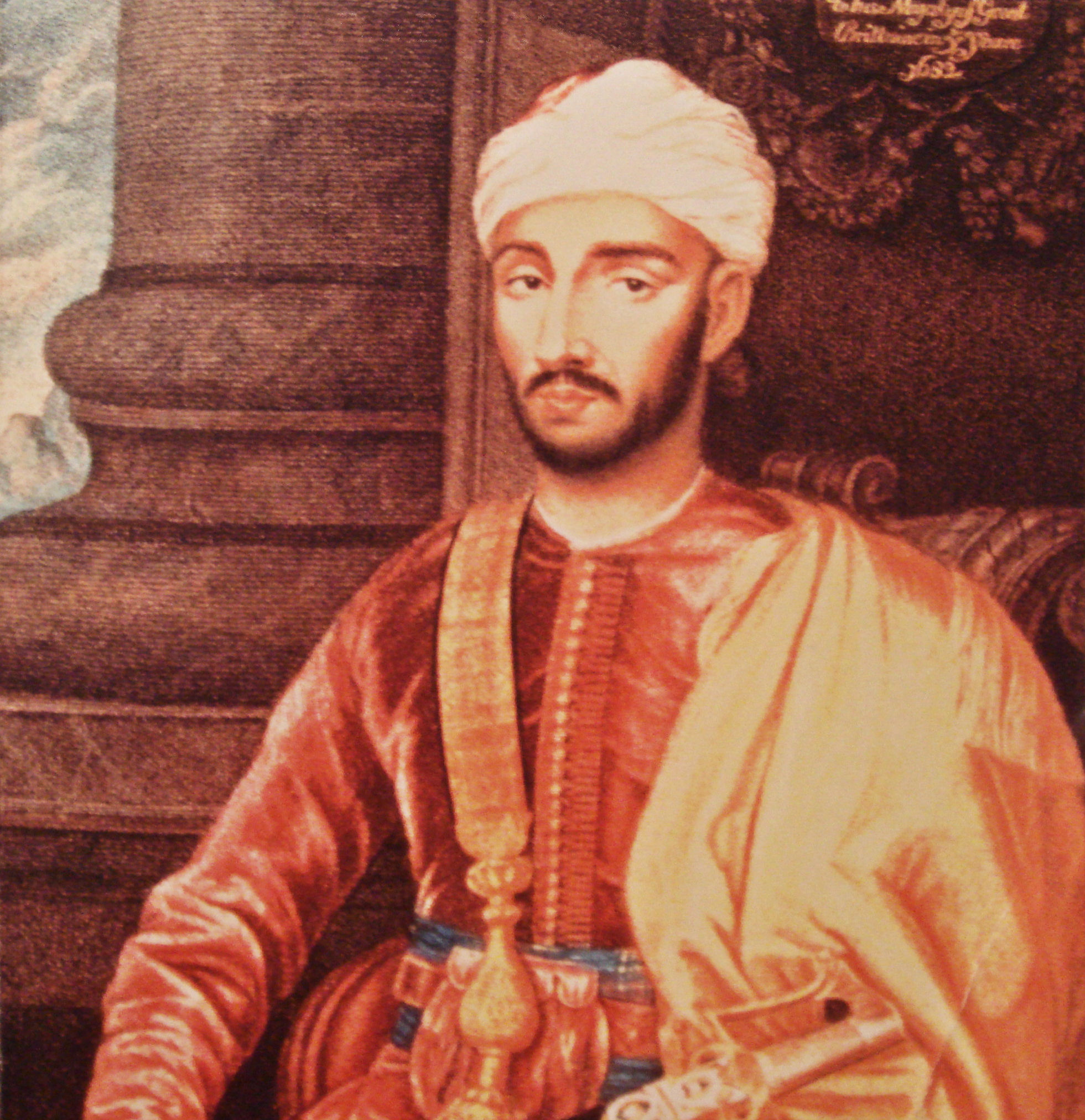
محمد بن حدو، سفير في بريطانيا العظمى، سنة 1682
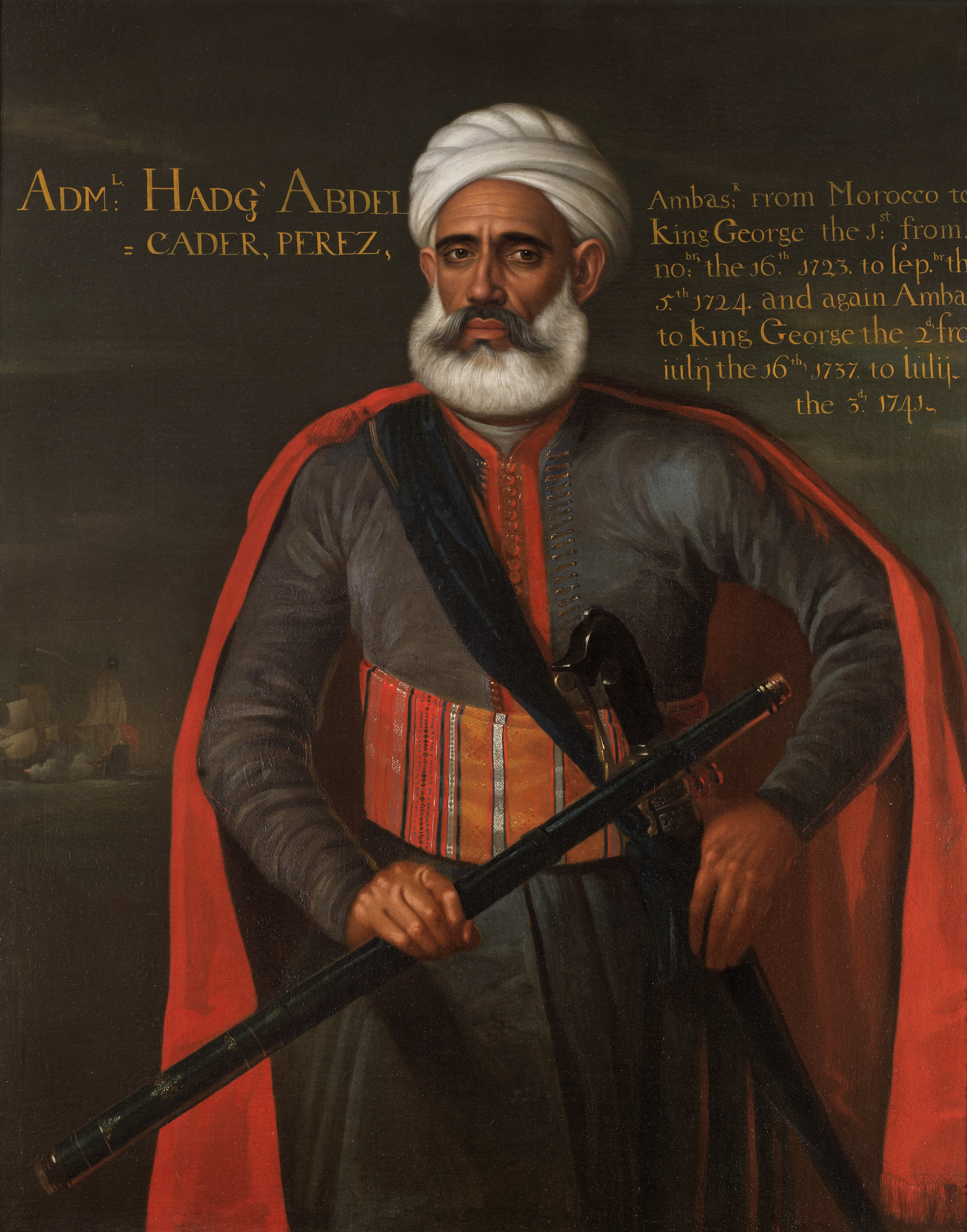
عبد القادر بيريز، سفير مولاي إسماعيل في إنجلترا.
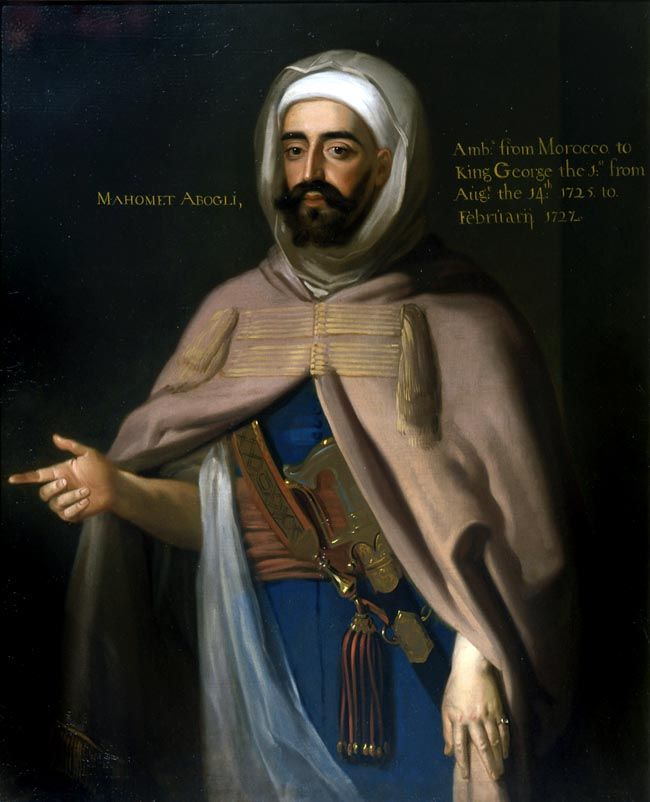
السفير محمد بن علي أبغالي، 1725.

## هوامش ومصادر
1. ↑  الصويرة تكتشف ملامح الذاكرة المغربية البريطانية المشتركة  نشر في الاتحاد الاشتراكي يوم 06 - 11 - 2009 نسخة محفوظة 17 ديسمبر 2019 على موقع واي باك مشين.
2. ↑  سفراء المغرب لدى المملكة المتجدة موقع السفارة المغربية، تاريخ الولوج 21 ماي 2014 نسخة محفوظة 08 أغسطس 2017 على موقع واي باك مشين.
3. ↑  "دعوة الحق - السلطان المولى إسماعيل وسياسته الخارجية مع فرنسا". www.habous.gov.ma. مؤرشف من الأصل في 2020-08-12. اطلع عليه بتاريخ 2021-03-24.
4. ↑  محمد السادس يقرر تعيين أميرة سفيرة لدى بريطانيا  نشر في هسبريس يوم 04 - 11 - 2008 نسخة محفوظة 03 أكتوبر 2016 على موقع واي باك مشين.
5. ↑  "جلالة الملك يعين عددا من السفراء الجدد بالبعثات الدبلوماسية للمملكة وسفراء جددا بالإدارة المركزية لوزارة الشؤون الخارجية والتعاون". Maroc.ma. 13 أكتوبر 2016. مؤرشف من الأصل في 2021-06-28. اطلع عليه بتاريخ 2021-06-18.
6. ↑  "Embassy of the Kingdom of Morocco in London". Embassy of Morocco in the United Kingdom. مؤرشف من الأصل في 2018-06-27. اطلع عليه بتاريخ 2012-10-28.